# Se Acabó La Fiesta
Se Acabó La Fiesta (spanisch für Die Party ist vorbei) ist eine spanische Partei um den Parteivorsitzenden Alvise Pérez. Bei der Europawahl in Spanien 2024 gelang der Partei wenige Monate nach ihrer Gründung der Einzug ins Europaparlament mit 3 Abgeordneten bei über 4 % der Wählerstimmen.

## Gründung
Im Vorfeld der Europawahl 2024 mobilisierte Alvise Pérez auf seinen Kanälen in den sozialen Medien seine Anhängerschaft und verfolgte Strategien des Cyber-Populismus. Vor allem auf Telegram folgen ihm viele Tausend Personen, wo er immer wieder ausländerfeindliche und frauenfeindliche politische Kommentare teilt. Dazu gehören auch Falschmeldungen und Beleidigungen und gegen Alvise Pérez wurden wegen seiner Aktivität auf Telegram schon mehrere Anzeigen gestellt. Mit seiner Kandidatur soll er sich auch politische Immunität als Abgeordneter wegen seiner aktuellen Verfahren im Falle des Einzugs erhofft haben.

## Politische Positionen
Zu den politischen Positionen gehören verschärfte Grenzkontrollen und die Massenausweisung von Migranten. Alvise Pérez war ein Anführer der Demonstrationen in der Calle Ferraz in Madrid gegen die vom Ministerpräsidenten Pedro Sánchez geplante Amnestie der beschuldigten katalanischen Politiker, die in den Prozess zur versuchten Unabhängigkeit von Katalonien um 2017 verwickelt waren. Viele politische Vorhaben ähneln den Konzepten der größeren spanischen Partei Vox, wobei Se Acabó La Fiesta durch die digitalen Medien mehr junge Wähler anspricht und mehr auf die Person Alvise Pérez zugeschnitten ist. Einige Beobachter halten Se Acabó La Fiesta auch für extremer als Vox, weil sie zum Beispiel eine Änderung der Verfassung vorschlug, um Zwangsarbeit für Pädophile und Vergewaltiger einzuführen, eine Maßnahme, die im Widerspruch zur Charta der Grundrechte der Europäischen Union steht. Es gab zur Europawahl 2024 kein detailliertes Wahlprogramm.
Politische Beobachter vergleichen den Parteivorsitzenden durch sein Auftreten in Kombination mit den politischen Inhalten mit Donald Trump, Jair Bolsonaro oder Javier Milei.